# Lucillella
Genre
Lucillella est un genre d'insectes lépidoptères (papillons) de la famille des Riodinidae qui se rencontrent en Amérique du Sud.

## Dénomination
Le nom Lucillella leur a été donné par Embrik Strand en 1932.

## Liste d'espèces
Selon BioLib (10 janvier 2021) :
- Lucillella aphrodita Rodríguez, Salazar & Constantino, 2010
- Lucillella arcoirisa Hall & Willmott, 2010
- Lucillella asterra (Grose-Smith, 1898) ; présent en Colombie
- Lucillella camissa (Hewitson, 1870) ; présent en  Équateur
- Lucillella pomposa (Stichel, 1910) ; présent au Pérou
- Lucillella splendida Hall & Harvey, 2007
- Lucillella suberra (Hewitson, 1877) ; présent en Équateur